# Datació urani-tori

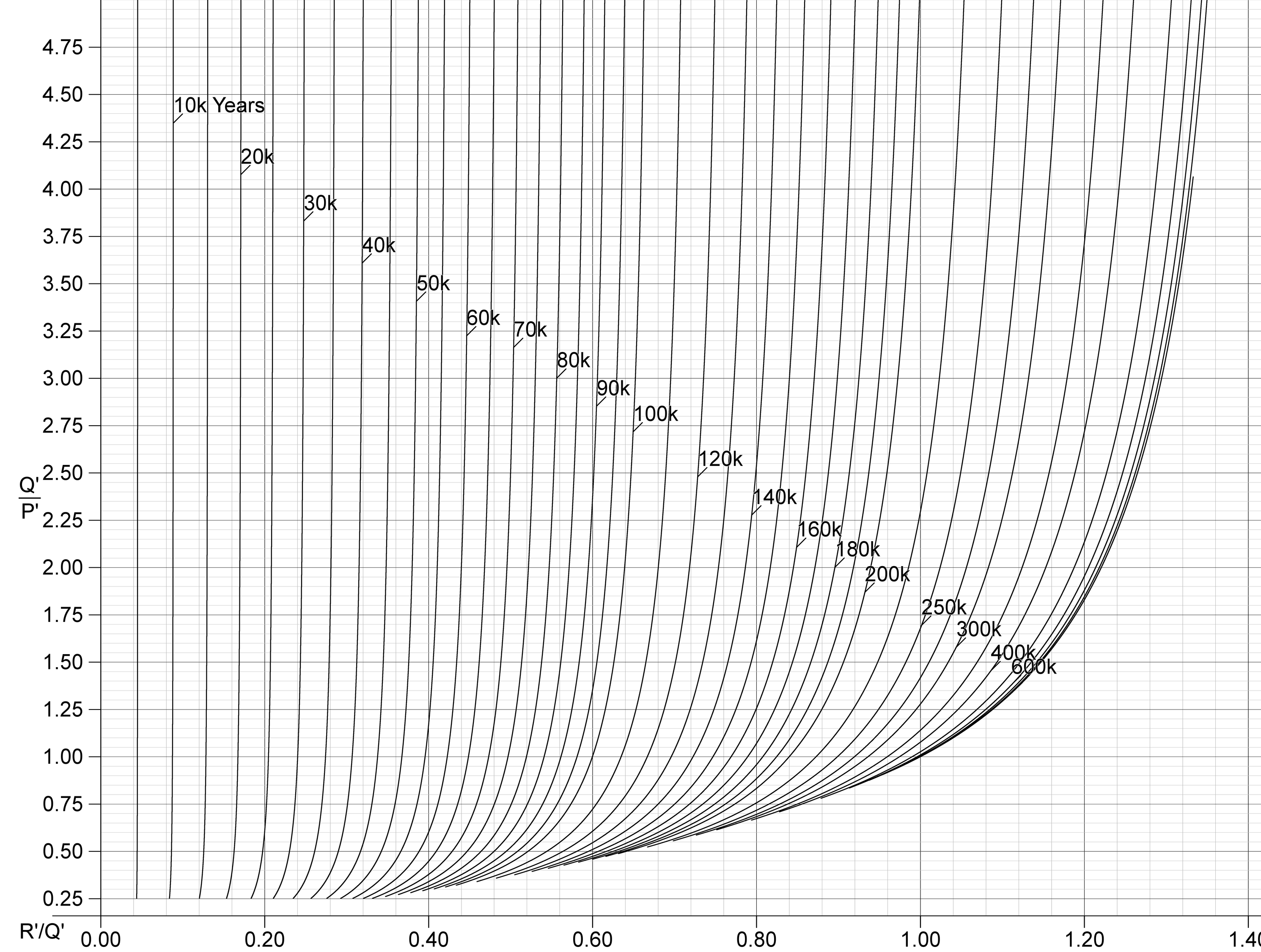
Relacions d'activitat urani i torio davat del temps. Q'/P' = 234U/238U, R'/Q' = 230Th/234U.

La datació urani-tori, també anomenada datació tori-230, datació per desequilibri de sèries d'urani o datació per sèries d'urani, és una tècnica de datació radiomètrica comunament utilitzada per a descobrir l'edat de materials formats per carbonat de calci, com ara espeleotemes o coralls. A diferència d'altres tècniques de datació radiomètriques sovint utilitzades, com les de rubidi-estronci o urani-plom, que daten l'acumulació d'un membre final estable producte de la desintegració, la tècnica de l'urani-tori no ho fa. En lloc d'això, la tècnica d'urani-tori calcula una edat des del grau en què l'equilibri secular ha estat restaurat entre l'isòtop radioactiu tori 230 i el seu pare urani 234 dins d'una mostra.
El tori no és soluble en les aigües naturals en les condicions que es troben en o a prop de la superfície de la terra, de manera que els materials formats en o a partir d'aquestes aigües no solen contenir tori. En contrast, l'urani és soluble en alguna mesura en totes les aigües naturals, de manera que qualsevol material que precipita o es forma a partir d'aquestes aigües també conté traces d'urani, típicament a nivells d'entre unes poques parts per mil milions i poques parts per milió, en pes. Conforme passa el temps després de la formació del material, l'urani 234 present a la mostra, amb una vida mitjana de 245.000 anys, decau a tori 230. El tori 230 és en si radioactiu, amb una vida mitjana de 75.000 anys, de manera que no s'acumulen de forma indefinida (com per exemple és el cas de l'urani-plom del sistema), el tori 230 en comptes d'això s'acosta a l'equilibri secular amb el seu pare radioactiu d'urani 234. En equilibri secular, la quantitat de tori 30 que es desintegra per any dins d'una mostra és igual a la quantitat de tori 230 produït, que també és igual a la quantitat d'urani 234 que es desintegra per any en la mateixa mostra .
Les datacions sobre la base de l'urani-tori tenen un límit d'edat superior d'una mica més de 500.000 anys, que es defineix per la vida mitjana del tori 230, la precisió amb la qual podem mesurar la relació tori 230/urani 234 en una mostra i l'exactitud amb la qual sabem la vida mitjana del tori 230 i l'urani 234. També cal tenir en compte que per calcular una edat amb aquesta tècnica la proporció d'urani 234 i el seu isòtop pare, l'urani 238, ha de ser mesurada.